# Morti nel 1540
| Questa pagina contiene informazioni ricavate automaticamente dalle voci biografiche con l'ausilio del template Bio e di un bot. L'aggiornamento è periodico e automatico e ricostruisce completamente la pagina. Se manca una persona in questa lista, sei pregato di non aggiungerla, ma accertati piuttosto che la sua voce biografica contenga il template Bio e che i dati anagrafici siano correttamente compilati. Se il template Bio manca, inseriscilo tu stesso o, in alternativa, metti l'avviso {{tmp\|Bio}} che ne segnala la mancanza. Se i dati riportati sono sbagliati, correggi direttamente la voce biografica; le modifiche saranno visibili in questa lista entro pochi giorni. Per chiarimenti vedi il progetto biografie. La lista contiene solo le 60 persone che sono citate nell'enciclopedia e per le quali è stato implementato correttamente il template Bio. Pagina aggiornata al 31 ago 2024. |

## Gennaio(2)
- 17 gennaio - Hernando de Alarcón, militare spagnolo (n. 1466)
- 27 gennaio - Angela Merici, mistica italiana (n. 1474)

## Marzo(3)
- 10 marzo - Eleonora Bentivoglio, nobildonna italiana (n. 1470)
- 21 marzo - John de Vere, XV conte di Oxford, militare britannico (n. 1482)
- 30 marzo - Matthäus Lang von Wellenburg, cardinale e arcivescovo cattolico tedesco (n. 1468)

## Aprile(3)
- 3 aprile - Garcia de Noronha, esploratore e militare portoghese (n. 1479)
- 21 aprile - Alfonso d'Aviz, cardinale e arcivescovo cattolico portoghese (n. 1509)
- 21 aprile - Renato di Cossé, nobile francese (n. 1460)

## Maggio(3)
- 6 maggio - Juan Luis Vives, filosofo e umanista spagnolo (n. 1492)
- 19 maggio - Johann Schwebel, teologo tedesco (n. 1490)
- 22 maggio - Francesco Guicciardini, scrittore, storico e politico italiano (n. 1483)

## Giugno(4)
- 11 giugno - Georg von Speyer, esploratore tedesco (n. 1500)
- 24 giugno - Annibale II Bentivoglio, condottiero italiano (n. 1469)
- 27 giugno - Antonio de Montesinos, missionario e religioso spagnolo (n. 1475)
- 28 giugno - Federico II Gonzaga, nobile e collezionista d'arte italiano (n. 1500)

## Luglio(6)
- 1º luglio - Ludovico Gonzaga, condottiero italiano (n. 1480)
- 22 luglio - Giovanni I d'Ungheria, re ungherese (n. 1487)
- 28 luglio - Thomas Cromwell, I conte di Essex, politico inglese
- 30 luglio - Thomas Abell, teologo inglese
- 30 luglio - Robert Barnes, religioso e teologo britannico (n. 1495)
- 30 luglio - Eric I di Brunswick-Lüneburg, nobile tedesco (n. 1470)

## Agosto(5)
- 10 agosto - Ginevra Rangoni, nobile e poetessa italiana (n. 1487)
- 22 agosto - Guillaume Budé, umanista francese (n. 1468)
- 23 agosto - Charles de Hémard de Denonville, cardinale e vescovo cattolico francese (n. 1493)
- 24 agosto - Parmigianino, pittore italiano (n. 1503)
- 28 agosto - Ugo Rangoni, vescovo cattolico italiano

## Settembre(4)
- 2 settembre - Lebna Denghèl, re etiope (n. 1496)
- 16 settembre - Enrique de Borja y Aragón, cardinale spagnolo (n. 1518)
- 20 settembre - Edoardo del Portogallo, IV duca di Guimarães, principe portoghese (n. 1515)
- 24 settembre - Enno II della Frisia orientale, conte (n. 1505)

## Ottobre(2)
- 7 ottobre - Pedro Fernández Manrique, cardinale e vescovo cattolico spagnolo
- 7 ottobre - Cristoforo Giacobazzi, cardinale e vescovo cattolico italiano (n. 1499)

## Novembre(2)
- 5 novembre - Francisco de los Ángeles Quiñones, religioso, vescovo cattolico e cardinale spagnolo (n. 1475)
- 14 novembre - Rosso Fiorentino, pittore italiano (n. 1494)

## Dicembre(1)
- 18 dicembre - Cesare Riario, arcivescovo cattolico italiano (n. 1480)

## Senza giorno specificato(25)
- Frei Carlos, pittore e religioso portoghese
- Muzaffar Shah di Pahang, sovrano malese
- Jehan d'Abondance, poeta e drammaturgo francese
- Andrea Antico da Montona, editore musicale e compositore italiano
- Barthel Beham, pittore e incisore tedesco (n. 1502)
- Joos van Cleve, pittore fiammingo (n. 1485)
- Pietro Colonna, monaco cristiano, teologo e orientalista italiano (n. 1460)
- Gregor Erhart, scultore tedesco (n. 1470)
- Francesco Eroli, vescovo cattolico italiano
- Ferrante d'Este, nobile e condottiero italiano (n. 1477)
- Giacomo Fantoni, scultore italiano (n. 1504)
- Johann Georg Faust, alchimista e astrologo tedesco (n. 1480)
- Damiàn Forment, scultore spagnolo (n. 1480)
- Calbus Fribergius, medico e mineralogista tedesco (n. 1470)
- Antonia Gonzaga, nobildonna italiana (n. 1493)
- Battista Lomellini, doge (n. 1460)
- Bernardino Loschi, pittore italiano (n. 1460)
- Giovanni Nevizzano, giurista italiano
- Leon Pancaldo, navigatore italiano (n. 1482)
- Jean de l'Espine Pont-Alais, attore teatrale e commediografo francese
- Giulio Raibolini, pittore italiano (n. 1487)
- Hans Leonhard Schäufelein, pittore tedesco (n. 1480)
- Leonardo Tornabuoni, vescovo cattolico italiano (n. 1494)
- Francesco Zorzi, religioso, teologo e filosofo italiano (n. 1466)
- Francisco de Ulloa, esploratore spagnolo